# Operacja Billrotha
Operacja Billrotha (zwana także gastrektomią lub anastomozą Billrotha) – zabieg polegający na resekcji części lub całości żołądka, stosowany w leczeniu chorób żołądka. Nazwa pochodzi od nazwiska niemieckiego chirurga Theodora Billrotha.
Tradycyjnie wyróżnia się dwie jej modyfikacje:
- Operacja Billroth I (nazywana inaczej operacją Rydygiera)
- Operacja Billroth II